# エースインパクト
エースインパクト（Ace Impact、2020年2月13日 - ）はアイルランド生産・フランス調教の競走馬。主な勝ち鞍は2023年のジョッケクルブ賞、凱旋門賞。

## 戦績
2023年1月25日カーニュシュルメール競馬場の条件戦でクリスチャン・デムーロを鞍上に迎えてデビューし初勝利。4月2日ボルドールブスカ競馬場の条件戦もジーン・ケイエム鞍上で勝利して連勝。再びデムーロに戻って5月2日のシュレンヌ賞(L)に出走して3連勝を挙げた。

### ジョッケクルブ賞
6月4日のジョッケクルブ賞(G1)は3番人気で出走。後方2番手に控えてマルハバヤサナフィの真後ろで待機。直線に入ると大外に持ち出して早めに追い出しを始める。単騎の逃げから粘り込みを図った1番人気馬ビッグロックを残り100mを過ぎたところで捉えて3馬身半差の圧勝。豪快な追い込みでG1初制覇を果たした。勝ち時計の2分02秒63は、2019年にソットサスがマークした2分2秒90を上回るコースレコードであった。
管理するジャン＝クロード・ルジェ調教師にとってはこれが6頭目のジョッケクルブ賞優勝となり、これはパスカル・バリー調教師とアラン・ド・ロワイエ＝デュプレ調教師の記録に並ぶものである。ルジェ師は毎回人気薄の馬で勝利していることから感激も一入であることを語り、「毎回、大本命を破ってきました。ステップレースで多くのことを期待せず、本番で100％の力を発揮できるようにしてきました。次に必要なのは馬の状態が上向いていることであり、エースインパクトは確かに進化していました。いや、それ以上といえるでしょうね。誰もが大本命と見なしていたビッグロックを追跡してとらえ、3・2分の1馬身差で勝利したのですから」とエースインパクトと走りを称えた。

### ギヨームドルナノ賞
約2か月ぶりの実戦となった8月15日のギヨームドルナノ賞(G2)は単勝オッズ1.4倍の圧倒的な支持を集めての出走となった。
レースは僚馬のカンブロンヌが先頭に立って、エースインパクトは8馬身ほど離れた後方2番手に付けた。序盤には久々の競馬で少し行きたがるところを見せるも、ペースが流れると落ち着きを取り戻した。前を走るアルリファーに併せるように大外から直線に入ると、残り100mで抜け出してアルリファーに3/4差を付けて優勝。鞍上のデムーロが大きく拳を突き上げる余裕を見せるほど余力十分の勝利であった。

### 凱旋門賞
10月1日の凱旋門賞(G1)に出走。当日のパリロンシャン競馬場は太陽が照り付けており、多くの出走馬が汗だくとなっていた。また、レース前のエースインパクトは少し入れ込んでいた。オッズはPMUでは2.5倍、JRAでも2.8倍の1番人気の支持を受けた。
明確な逃げ馬がいない中で先手を奪ったのはミスターハリウッドで、エースインパクトは後方3・4番手あたりをスルーセブンシーズと並んで追走。フォルスストレートの後半から前を捕らえる態勢に入り大外へと持ち出す。向かえた直線ではオープンストレッチの部分から各馬一斉に追い出しを開始。大外から順調に加速し一気に突き抜けて、2着のウエストオーバーに1馬身3/4差を付ける快勝。デビューから無傷の6連勝で世界の頂点とも言えるこの競走を制した。勝ち時計は2分25秒50の好時計、最後の3ハロンは上がり最速タイである33秒06という瞬発力勝負の決着であった。
その後はチャンピオンステークスやジャパンカップなどへの参戦案が浮上。特にジャパンカップはイクイノックス打倒のために参戦を検討されたが、日本までは長旅になることから断念。10月12日、現役を引退することが複数の報道機関により伝えられた。
11月9日、2023年度カルティエ賞の年度代表馬及び最優秀3歳牡馬に選出。フランス調教馬の年度代表馬は2013年のトレヴ以来であった。また、最優秀3歳牡馬は父クラックスマンとの親子制覇となった。

## 競走成績
以下の内容はJRA-VAN Ver.World、優駿達の蹄跡を参考。
| 競走日         | 競馬場               | 競走名             | 格 | 馬場・距離 （馬場状態） | 頭数 | 着順 | タイム  | 着差      | 騎手       | 斤量 | 1着馬（2着馬） |
| -------------- | -------------------- | ------------------ | -- | ----------------------- | ---- | ---- | ------- | --------- | ---------- | ---- | -------------- |
| 2023年01月26日 | カーニュシュルメール | 未勝利戦           |    | AW2000m (良)            | 10   | 1着  | 2:05.52 | 3+1⁄2馬身 | C.デムーロ | 58   | (Axiome)       |
| 2023年04月02日 | ボルドールブスカ     | 条件戦             |    | 芝1900m (重)            | 7    | 1着  | 2:10.80 | 2馬身     | J.エイケム | 57   | (Perama)       |
| 2023年05月04日 | シャンティイ         | シュレンヌ賞       | L  | 芝2000m (稍重)          | 8    | 1着  | 2:03.72 | 1+3⁄4馬身 | C.デムーロ | 58   | (Maniatic)     |
| 2023年06月04日 | シャンティイ         | ジョッケクルブ賞   | G1 | 芝2100m (良)            | 11   | 1着  | 2:02.63 | 3+1⁄2馬身 | C.デムーロ | 58   | (Big Rock)     |
| 2023年08月15日 | ドーヴィル           | ギヨームドルナノ賞 | G2 | 芝2000m (稍重)          | 8    | 1着  | 2:07.59 | +3⁄4馬身  | C.デムーロ | 58   | (Al Riffa)     |
| 2023年10月01日 | パリロンシャン       | 凱旋門賞           | G1 | 芝2400m (稍重)          | 15   | 1着  | 2:25.50 | 1+3⁄4馬身 | C.デムーロ | 56.5 | (Westover)     |

## 種牡馬時代
2024年からフランス・ノルマンディーのボーモン牧場で種牡馬として繋養される。種付け料はフランスの初年度種牡馬としては史上最高額となる4万ユーロ（約630万円）に設定された。ボーモン牧場のアレックスは「彼がフランスのボーモン牧場で種牡馬としてのキャリアをスタートすることは、我が国にとって非常に明るいニュースだ」と語った。

## 血統表
| エースインパクトの血統    | エースインパクトの血統                                      | エースインパクトの血統                                      | （血統表の出典）                                            | （血統表の出典） |
| 父系                      | サドラーズウェルズ系                                        | サドラーズウェルズ系                                        | サドラーズウェルズ系                                        | [ § 2 ]          |
| 父 Cracksman 鹿毛 2014    | 父の父Frankel 鹿毛 2008                                     | Galileo                                                     | Sadler's Wells                                              | Sadler's Wells   |
| 父 Cracksman 鹿毛 2014    | 父の父Frankel 鹿毛 2008                                     | Galileo                                                     | Urban Sea                                                   |                  |
| 父 Cracksman 鹿毛 2014    | 父の父Frankel 鹿毛 2008                                     | Kind                                                        | *デインヒル                                                 | *デインヒル      |
| 父 Cracksman 鹿毛 2014    | 父の父Frankel 鹿毛 2008                                     | Kind                                                        | Rainbow Lake                                                |                  |
| 父 Cracksman 鹿毛 2014    | 父の母Rhadegunda 鹿毛 2005                                  | Pivotal                                                     | Polar Falcon                                                | Polar Falcon     |
| 父 Cracksman 鹿毛 2014    | 父の母Rhadegunda 鹿毛 2005                                  | Pivotal                                                     | Fearless Revival                                            |                  |
| 父 Cracksman 鹿毛 2014    | 父の母Rhadegunda 鹿毛 2005                                  | St Radegund                                                 | Green Desert                                                | Green Desert     |
| 父 Cracksman 鹿毛 2014    | 父の母Rhadegunda 鹿毛 2005                                  | St Radegund                                                 | On The House                                                |                  |
| 母 Absolutly Me 鹿毛 2009 | 母の父Anabaa Blue 鹿毛 1998                                 | Anabaa                                                      | Danzig                                                      | Danzig           |
| 母 Absolutly Me 鹿毛 2009 | 母の父Anabaa Blue 鹿毛 1998                                 | Anabaa                                                      | Balbonella                                                  |                  |
| 母 Absolutly Me 鹿毛 2009 | 母の父Anabaa Blue 鹿毛 1998                                 | Allez Les Trois                                             | Riverman                                                    | Riverman         |
| 母 Absolutly Me 鹿毛 2009 | 母の父Anabaa Blue 鹿毛 1998                                 | Allez Les Trois                                             | Allegretta                                                  |                  |
| 母 Absolutly Me 鹿毛 2009 | 母の母Tadawul 鹿毛 2001                                     | Diesis                                                      | Sharpen Up                                                  | Sharpen Up       |
| 母 Absolutly Me 鹿毛 2009 | 母の母Tadawul 鹿毛 2001                                     | Diesis                                                      | Doubly Sure                                                 |                  |
| 母 Absolutly Me 鹿毛 2009 | 母の母Tadawul 鹿毛 2001                                     | Barakat                                                     | Bustino                                                     | Bustino          |
| 母 Absolutly Me 鹿毛 2009 | 母の母Tadawul 鹿毛 2001                                     | Barakat                                                     | Rosia Bay                                                   |                  |
| 母系(F-No.)               | Diana(FN:12-b)                                              | Diana(FN:12-b)                                              | Diana(FN:12-b)                                              | [ § 3 ]          |
| 5代内の近親交配           | Allegretta：S5×M4, Danzig：S5×S5×M4, Northern Dancer：S5×M5 | Allegretta：S5×M4, Danzig：S5×S5×M4, Northern Dancer：S5×M5 | Allegretta：S5×M4, Danzig：S5×S5×M4, Northern Dancer：S5×M5 | [ § 4 ]          |
| 出典                      | 1. 2. 3. 4.                                                 | 1. 2. 3. 4.                                                 | 1. 2. 3. 4.                                                 | 1. 2. 3. 4.      |

- 曾祖母Barakatの半兄に愛セントレジャーなどG1を4勝した後、日本でも種牡馬として繋養されていたイブンベイがいる。